# RNF166
RNF166 (англ. Ring finger protein 166) – білок, який кодується однойменним геном, розташованим у людей на 16-й хромосомі. Довжина поліпептидного ланцюга білка становить 237 амінокислот, а молекулярна маса — 26 122.
| 10         |  | 20         |  | 30         |  | 40         |  | 50         |
| ---------- |  | ---------- |  | ---------- |  | ---------- |  | ---------- |
| MAMFRSLVAS |  | AQQRQPPAGP |  | AGGDSGLEAQ |  | YTCPICLEVY |  | HRPVAIGSCG |
| HTFCGECLQP |  | CLQVPSPLCP |  | LCRLPFDPKK |  | VDKATHVEKQ |  | LSSYKAPCRG |
| CNKKVTLAKM |  | RVHISSCLKV |  | QEQMANCPKF |  | VPVVPTSQPI |  | PSNIPNRSTF |
| ACPYCGARNL |  | DQQELVKHCV |  | ESHRSDPNRV |  | VCPICSAMPW |  | GDPSYKSANF |
| LQHLLHRHKF |  | SYDTFVDYSI |  | DEEAAFQAAL |  | ALSLSEN    |  |            |

A: Аланін

C: Цистеїн

D: Аспарагінова кислота

E: Глутамінова кислота

F: Фенілаланін

G: Гліцин

H: Гістидин

I: Ізолейцин

K: Лізин

L: Лейцин

M: Метіонін

N: Аспарагін

P: Пролін

Q: Глутамін

R: Аргінін

S: Серин

T: Треонін

V: Валін

W: Триптофан

Задіяний у такому біологічному процесі, як альтернативний сплайсинг. 
Білок має сайт для зв'язування з іонами металів, іоном цинку. 